# لوئیستون (روستا)، نیویورک
لوئیستون (به انگلیسی: Lewiston) یک روستا در ایالات متحده آمریکا است که در نیویورک واقع شده‌است. لوئیستون ۲٬۷۰۱ نفر جمعیت دارد و ۱۳۰ متر بالاتر از سطح دریا واقع شده‌است.